# Jwacheon-dong
Jwacheon-dong (koreanska: 좌천동) är en stadsdel i staden Busan i den sydöstra delen av Sydkorea, 300 km sydost om huvudstaden Seoul.  Den ligger i stadsdistriktet Dong-gu.  